# Dilema do prisioneiro opcional
Na teoria dos jogos, o jogo do Dilema do Prisioneiro Opcional (DPO) modela uma situação de conflito envolvendo dois jogadores. Este jogo pode ser visto como uma extensão do Dilema do prisioneiro, onde os jogares teriam a opção de "rejeitar o acordo", isto é, abster-se de uma partida. 
Este tipo de situação é muito comum em diversos cenários da vida real, como por exemplo em eleições ou enquetes, onde o agente pode optar por se abster de uma determinada tomada de decisão. Por exemplo, imagine uma situação onde um indivíduo que é a favor do aborto faz uma enquete para saber se as pessoas concordam (equivalente a cooperar) ou discordam (equivalente a trair). Na prática, alguns indivíduos podem preferir se abster e não assumir nenhuma das duas posições.

## Matriz de ganhos
A estrutura do jogo do Dilema do Prisioneiro Opcional pode ser generalizada a partir do tradicional Dilema do Prisioneiro. Neste sentido, suponha que dois jogares são representados pelas cores vermelha e azul, onde cada um pode escolher entre "Cooperar", "Trair" ou "Abster". 
A matriz de ganhos do jogo pode ser representada da seguinte forma:
|          | Cooperar | Trair | Abster |
| Cooperar | R, R     | S, T  | L, L   |
| Trair    | T, S     | P, P  | L, L   |
| Abster   | L, L     | L, L  | L, L   |

- Se dois jogadores cooperam, então os dois recebem uma recompensa R pela cooperação mutua.
- Se dois jogadores traem, então os dois recebem uma punição P.
- Se o jogador Azul trai e o jogador Vermelho coopera, então o Azul recebe a recompensa T e o Vermelho a recompensa S.
- Similarmente, se Azul coopera e Vermelho trai, então Azul recebe S e o Vermelho recebe T.
- Se um ou ambos os jogadores se abstêm, ambos recebem o valor de L.

Neste jogo, a seguinte condição deve ser satisfeita:
T > R > L > P > S